# The Mars Volta
The Mars Volta es una banda estadounidense de rock progresivo proveniente de El Paso, Texas y fundada en 2001. Fundada por el guitarrista Omar Rodríguez-López y el vocalista Cedric Bixler-Zavala, la banda incorpora varias influencias incluyendo rock progresivo, krautrock, jazz fusion, hard rock, post-hardcore y música latinoamericana dentro de su música. Fueron llamados "La mejor banda prog-rock" del 2008 por Rolling Stone. De acuerdo al booklet de Amputechture, The Mars Volta está conformado por la sociedad entre Omar Rodríguez-López y Cedric Bixler-Zavala, mientras que sus composiciones son luego interpretadas por The Mars Volta Group. Son conocidos por sus conciertos enérgicos e improvisados, sus letras crípticas, así como por sus álbumes de estudio conceptuales. 
En 2009, la banda ganó un Grammy en la categoría Best Hard Rock Performance por la canción Wax Simulacra. Cedric Bixler-Zavala, anunció en su cuenta de Twitter el día 23 de enero que oficialmente estaba fuera de la banda y de cierta forma insinuando la separación de esta, diciendo que "hizo todo lo que podía por mantener junta a la banda". 
Aunque la banda se separó en 2013, después de la reunión de At the Drive-In Omar y Cedric se reunierón nuevamente para formar un nuevo grupo llamado Antemasque. 
Después de casi diez años de inactividad, Rodríguez-López y Bixler-Zavala anunciaron que habían reunido a The Mars Volta a través de una instalación de arte, llamada “L'ytome Hodorxí Telesterion”, en junio de 2022. El anuncio estuvo acompañado de un nuevo sencillo, titulado "Blacklight Shine" y el anuncio de la primera gira de la banda en una década, además del lanzamiento de un nuevo álbum.

## Historia

### Inicios (2001-2002)
Antes de formar The Mars Volta, Cedric Bixler-Zavala y Omar Rodríguez-López eran parte de At the Drive-In, aunque integraban también De Facto junto a Isaiah Ikey Owens y al ingeniero de sonido Jeremy Michael Ward. En De Facto, Bixler-Zavala se encargaba de la Batería, Rodríguez-López de la guitarra y del bajo, mientras que Ward se ocupaba de los efectos de sonido y voces. 
A pesar de que De Facto comenzó como una banda de rock, pronto fueron atraídos por la música de pioneros del reggae y el dub (como Lee Perry y Dr. Alimantado), y por otros géneros como la electrónica, el jazz y ritmos latinos como la salsa. La agrupación dio varios conciertos en su ciudad natal, El Paso, Texas, y lanzó su primer disco: How Do You Dub? You Fight for Dub, You Plug Dub In.
En el 2000 los integrantes de De Facto se mudaron a Long Beach, California, incorporando a un nuevo integrante en sus filas: Ikey Owens, que se encargó de los teclados. En 2001, el grupo lanzó, a través de Gold Standard Laboratories, su segundo álbum: el exitoso Megaton Shotblast. De Facto continuó trabajando con nuevos sonidos, luego de que Rodríguez-López y Bixler-Zavala decidieran irse de At the Drive-In. Los restantes miembros de esta banda formarían Sparta.
Con la incorporación de Eva Gardner, De Facto se convirtió en lo que hoy es The Mars Volta, un nuevo proyecto formado con el objetivo de satisfacer las búsquedas creativas de sus miembros. En 2001, The Mars Volta grabó dos canciones junto al baterista Blake Fleming y el productor Alex Newport, que se convertirían finalmente en su primer demo. Su primer show fue el 18 de octubre de 2001 en California, el grupo se conformó con: Rodríguez-López, Bixler-Zavala, Ward, Owens, Gardner y el baterista Jon Theodore. Con estos integrantes la banda grabó tres canciones más junto a Newport, las cuales formarían lo que sería su primer EP: Tremulant, lanzado en 2002.

### De-Loused in the Comatorium(2003-2004)
Después de Tremulant EP, The Mars Volta continuó girando y cambiando de formación, mientras preparaba lo que sería su primer larga duración, De-Loused in the Comatorium, del año 2003, producido por Rick Rubin. A diferencia de Tremulant EP, que no cuenta con una unidad temática, su primer disco es un álbum conceptual que narra la historia de Cerpin Taxt, un hombre que cae en coma tras abusar de la morfina. A pesar de sus letras intrincadas, The Mars Volta afirmó en las correspondientes entrevistas que el protagonista del álbum es un personaje basado en su difunto amigo, el artista Julio Venegas, o «Cerpin Taxt», como es citado en la historia. Venegas permaneció muchos años en coma antes de despertar, para luego saltar desde un puente en la ciudad de El Paso. La muerte de su amigo es también referida en la canción titulada «Embroglio», de At the Drive-In.
Al momento de grabar el disco, la banda no contaba con un tecladista estable, Linda Good fue despedida por Rodríguez-López cuando este encontró entre sus partituras una nota que decía "tocar esta parte con más sentimiento", le dijo que si tenía que usar una nota para recordar algo tan importante no debía estar en la banda. Además Omar sabía que Flea estaba al corriente de su música y fue una gran oportunidad para correrla de la banda. Flea (bajista de los Red Hot Chilli Peppers) tocó el bajo en nueve de las diez canciones del disco. Además, el álbum cuenta con la colaboración de John Frusciante, también de los Red Hot Chilli Peppers, y a la banda se unió Marcel Rodríguez-López (hermano de Omar) en percusión, quien debutó en vivo el 3 de octubre de 2003. 
De-Loused in the Comatorium se convirtió tanto en un éxito de ventas como de crítica, vendiendo más de 500.000 copias y apareciendo, en varias listas especializadas, entre los mejores discos del año. La banda posteriormente lanzó una edición limitada del álbum, disponible sólo a través del sitio web de Gold Standard Laboratories, conteniendo la historia de Cerpin Taxt y su suicidio.
Durante la gira con los Red Hot Chilli Peppers, Ward fue encontrado muerto de una sobredosis de heroína. La banda canceló la segunda parte de su gira y el primer sencillo de De-Loused estuvo dedicado a su memoria. Este suceso fue el que convenció a Rodríguez-López y Bixler-Zavala a dejar de consumir drogas fuertes.
The Mars Volta se presentó para Latinoamérica en los premios MTV Latinos del año 2003. Los Volta eran una banda totalmente desconocida para muchas personas, así que su presentación en vivo en aquellos premios fue la puerta grande donde The Mars Volta entró al gusto del exigente público latino. Sorprendieron a los espectadores con una poderosa Drunkship of Lantrens, canción que viene en este disco. Una canción que grita sus raíces latinas, y que sumando la actuación de la banda, provocó los aplausos de Korn, Molotov, Gustavo Cerati y Juanes entre otros.
Años después la revista Rolling Stone consagraría a Rodríguez-López como uno de los mejores guitarristas de la década por la canción Drunkship of Lanterns de este disco, que alcanzó el puesto 91 entre las 100 mejores canciones de guitarra según la misma revista.

### Frances the Mute(2005)
Mientras la banda retomaba la gira de De-Loused, se sumaron Juan Alderete (de Racer X) en bajo, quien debutó en vivo el 24 de abril de 2003. El grupo comenzó a trabajar en el sucesor de su exitoso debut en 2003.
En 2005, The Mars Volta lanzó su segundo larga duración, Frances the Mute, inspirado en un diario encontrado en poder del fallecido técnico de sonido Jeremy Michael Ward. Las canciones del disco están basadas vagamente en las personas descritas en el diario. 
Impulsado por el sencillo «The Widow», Frances the Mute vendió 123.000 copias en su primera semana, debutando en el puesto número cuatro en los charts de Billboard. Las críticas de Frances fueron en general positivas (obteniendo un 75 sobre 100 en Metacritic), pero más polarizadas que en De-Loused. Sin embargo, hasta los detractores del álbum generalmente reconocen las habilidades musicales del grupo. «L'Via L'Viaquez» fue también lanzada como corte de difusión, pero sufrió un proceso de edición: de sus doce minutos de duración originales, pasó a tener aproximadamente cinco. Esta canción cuenta con la colaboración del músico estadounidense Larry Harlow (Estrella de Fania y Gurú de Rodríguez López)en el piano y en el clarinete del fragmento de salsa.
Rodríguez-López, con ayuda de Theodore, escribió todas las partes instrumentales (las guitarras, teclados y batería), produciendo y supervisando él mismo las sesiones de grabación. También recurrió a un método que artistas de jazz, como Miles Davis, solían utilizar: cada miembro debía grabar su parte sin escuchar el contexto o las grabaciones de los otros integrantes, obligándolos a interpretar su partitura como si fuera una canción por sí sola. Para facilitar la grabación, los músicos recurrieron al uso de un metrónomo.
El 20 de mayo de 2005, en el marco del Weenie Roast Festival, la banda dio un concierto de 40 minutos improvisando, en vez de interpretar una lista de canciones. Cedric llamó en broma «Abortion, The Other White Meat» al show., esta improvisación se encontraría más tarde en el disco de Rodriguez-Lopez Old Money, con el nombre de "Population Council's Wet Dream".
En medio de su gira estadounidense, Paul Hinojos (ex At the Drive-In) dejó Sparta para incorporarse a las filas de The Mars Volta. Ya como miembro de la banda, se convirtió en el ingeniero de sonido, puesto ocupado previamente por Ward. Hinojos también había girado con The Mars Volta en 2003 y 2004.
A mediados del 2005, la banda comenzó un tour junto a System of a Down y creó el festival All Tomorrow's Parties, que juntó a bandas como The Locust, Mastodon, Blonde Redhead, y Diamanda Galás). El 8 de noviembre de 2005 The Mars Volta lanzó un álbum en vivo titulado Scabdates el cual alcanzó el nivel de mejor disco en vivo de ese año. Frances the Mute ha vendido hasta el momento aproximadamente 465.000 copias sólo en Estados Unidos, de acuerdo a Nielsen SoundScan.

### Amputechture(2006-2007)
Amputechture, tercer disco de The Mars Volta, fue lanzado en septiembre de 2006. Omar Rodríguez López coprodujo junto a Rick Rubin el disco y la portada estuvo a cargo de Jeff Jordan. Si bien la religión podría ser el tema principal de esta grabación, no existe en Amputechture, a diferencia de en sus trabajos anteriores una narración subyacente.
John Frusciante colabora en todos los temas del disco, a excepción de «Asilos Magdalena» Al terminar la grabación, la banda comenzó una gira norteamericana como teloneros de los Red Hot Chilli Peppers. El 28 de julio de 2006, Blake Fleming remplazó como baterista a Jon Theodore, y Paul Hinojos comenzó a colaborar también con los trabajos de guitarra y manipulación de sonido.
El concierto del 12 de agosto en Washington se convertiría en una de las experiencias más desagradables para la banda cuando en medio del show ésta recibió el impacto de un condón lleno de orina arrojado desde el público, luego de que Cedric hiciera unos comentarios acerca de unos fanes que bailaban dando empujones; la banda había expresado anteriormente su descontento con el público que hacía moshing en los conciertos de rock. Los músicos decidieron interrumpir el show poco después. Mientras se iban, Bixler-Zavala le dijo a la multitud: "Le pagaré desde 100 a 1000 dólares a quien me ayude a encontrar a la persona que arrojó orina. Le daré mercadería gratis y pases de por vida para los shows de Mars Volta Encuentren a esa persona y denle su merecido". 
La banda estrenó en su show del 22 de septiembre de 2006 una canción nueva, titulada «Rapid Fire Tollbooth». El 25 de septiembre, en Toronto, Ontario, en The Bedlam in Goliath se usaría esa canción de base y se la tocaría más rápido bajo el nombre de Goliath, interpretaron una versión alargada del tema de Pink Floyd «Interstellar Overdrive», junto a otro material puramente instrumental. El 17 de octubre, mientras tocaban como teloneros para el show de los Red Hot Chilli Peppers en Rutherford, Nueva Jersey, la banda contó con Deantoni Parks en batería, y posteriormente se conoció que Blake Fleming había sido separado de la banda sin explicación. Parks continuó con The Mars Volta hasta la finalización del tour japonés, debido a sus compromisos con otras bandas.

### The Bedlam in Goliath(2008-2009)
Thomas Pridgen se convirtió en el nuevo baterista de la banda luego de su show del 12 de marzo en Nueva Zelanda, donde The Mars Volta interpretó una nueva canción. 
Luego de su gira por Australia y Nueva Zelanda, el grupo entró a un estudio a grabar su cuarto LP, llamado The Bedlam in Goliath, que salió al mercado en enero de 2008. La banda también confirmó que el disco sería un álbum conceptual: "No quiero decir cuál será el tema del álbum todavía, pero tiene que ver con este regalo que Omar me dio, se lo encontró mientras viajaba. El regalo venía con una historia, y estamos tratando de volver a contarla". Ese regalo resultó ser una Ouija. The Mars Volta tiene también planeado lanzar, casi en simultáneo, su primer DVD. Filmado por Jorge Hernández Aldana, el DVD consistirá en un concierto de la banda en su reciente gira australiana.
El grupo también registró la canción «Pulled To Bits», de Siouxsie And The Banshees, para el sencillo «Wax Simulacra».
Rodríguez-López también compuso la banda sonora para la película El Búfalo de la Noche, de Guillermo Arriaga y Jorge Hernández Aldana. Ha sido confirmado que The Mars Volta interpretó la banda sonora.
Además se esperan otros proyectos del grupo. Uno es un filme de Rodríguez-López que muestre la historia de la banda, y que incluiría material de archivo y filmaciones del backstage. Otro es un disco en vivo similar a Scabdates, pero con temas de Frances the Mute y Amputechture.
En el año 2009, este álbum le significó a The Mars Volta obtener su primer premio Grammy por la canción Wax Simulacra, compitiendo en la categoría "hard rock performance" contra Disturbed, Judas Priest, Motley Crue y Rob Zombie.

### Octahedron(2009-2011)
Octahedron es el quinto disco de estudio publicado por The Mars Volta. Es considerado, según Omar Rodríguez-López, el álbum acústico de TMV. Cedric Bixler-Zavala también definió este disco como acústico y melódico y declaró: «Sabemos cómo de lineal puede ser la gente en su forma de pensar, así que cuando escuchen el nuevo álbum, dirán: “¡Esto no es un álbum acústico! ¡Hay electricidad en él!”, pero es nuestra versión. Eso es lo que nuestra banda hace: mutaciones. Es nuestra versión de lo que consideramos un álbum acústico».
«Cotopaxi» es el sencillo escogido para aguas internacionales, mientras que «Since we've been wrong» es el escogido para Estados Unidos.
El 23 de octubre de 2009, Thomas Pridgen sale de la banda luego de la prueba de sonido de un concierto, el cual fue cancelado. Nunca fue mencionado oficialmente el motivo de su salida, aparentemente fue por una disputa del baterista con Cedric Bixler-Zavala y Omar Rodriguez-Lopez.

### Noctourniquet(2012-2013)
Noctourniquet es el sexto álbum de estudio de TMV. Fue lanzado el 26 de marzo de 2012. Es el primer álbum de estudio que cuenta con la participación de Deantoni Parks como baterista, de Alan Dreszman en la coproducción, y el primero que no incluye las contribuciones, desde hace mucho tiempo, del tecladista Isaiah "Ikey" Owens y del guitarrista John Frusciante.
El 9 de diciembre de 2010 se pudo leer en el Twitter de la banda "In LA finishing up the new The Mars Volta album" dándose a entender que pronto saldría el séptimo disco de la banda con nuevo baterista Deantoni Parks que tuvo un pequeño paso por la banda en el pasado.
El 8 de enero de 2012 Cedric Bixler-Zavala confirmó que el nuevo álbum saldría el 27 de marzo del mismo año.

### Separación (2013)
El 24 de enero de 2013 el cantante y letrista del grupo, Cedric Bixler-Zavala confirmó la disolución de la banda tras diferencias entre él y el segundo al mando: Omar Rodríguez-López. Bixler-Zavala realizó el comunicado mediante la herramienta social Twitter. En ese medio, señaló: "Gracias a todos los fans, ustedes merecían más. Traté de continuar con toda mi fuerza pero no puedo seguir fingiendo. Ya no soy miembro de The Mars Volta". Precisó además, que la causa no fue (aparentemente) suya, sino del propio Omar Rodriguez-Lopez quien no se mostró muy entusiasmado con salir de gira a promocionar el nuevo álbum: Noctourniquet. De hecho, Bixler-Zavala dio a entender que Rodriguez-Lopez estaba más ocupado de Bosnian Rainbows, que de The Mars Volta, algo que se veía venir hace ya algún tiempo, desde que Omar Rodriguez-Lopez comenzó a desarrollar una serie de proyectos paralelos, en calidad de solista o creando nuevas bandas, dejando un poco de lado su participación en The Mars Volta.
Aunque la separación se efectuó en 2013, Omar y Cedric se reunierón de nuevo y se reconciliarón, para luego crear un nuevo grupo llamado ANTEMASQUE.

### Regreso yThe Mars Volta(2022-presente)
El 18 de junio de 2022, la banda reveló las coordenadas de un lugar en Los Ángeles, California, donde los fanáticos pudieron escuchar una vista previa de la nueva música de la banda. A esto le siguió el lanzamiento del sencillo "Blacklight Shine" y el anuncio de una gira, marcando tanto su primera música nueva como sus primeros shows en vivo en diez años.
Posteriormente, la banda anunció que su primer álbum en 10 años, The Mars Volta, lanzado el 16 de septiembre.
En 2023 sacan un disco acústico reimaginando su anterior álbum llamado "Que Dios Te Maldiga Mi Corazón".

## Etimología del nombre y curiosidades
Bixler-Zavala comentó en una entrevista:
«Volta» proviene de un libro de Federico Fellini acerca de sus filmes, lo que él caracteriza como un cambio de escena; a una nueva escena él la llama «Volta». […] Y «Mars», porque estamos fascinados con la ciencia ficción y lo que tenga que ver con ésta […].
El The es usado para diferenciarse de una banda europea de Techno que ya tenían el nombre «Mars Volta».
La secuencia de sonido que los The Mars Volta utilizan al inicio de sus conciertos es el tema de la película Por un puñado de dólares, escrito por Ennio Morricone. La banda también solía comenzar sus primeros shows con el tema de La Naranja Mecánica (A Clockwork Orange), de Stanley Kubrick. Así mismo, Rodríguez-López y Bixler-Zavala suelen mostrarse fanáticos de Doctor Who.
En la canción «Eunuch Provocateur», de su primer EP, se puede oír de fondo la letra de Itsy Bitsy Spider, la popular canción infantil. También se pueden oír otros fragmentos de letras de canciones infantiles en la misma canción, provenientes de un viejo vinilo con canciones para niños.
El 2 de enero de 2008, The Mars Volta sacó un juego en línea basado en la experiencia por la cual pasaron mientras grababan the Bedlam in Goliath llamado: "Goliath: The Soothsayer".

## Miembros
De acuerdo al booklet de Amputechture, la sociedad Bixler-Zavala/Rodríguez López es The Mars Volta. Las composiciones son luego interpretadas por The Mars Volta Group.
| Miembros actuales - Cedric Bixler-Zavala – voces, letras (2001–2012, 2019–presente) - Omar Rodríguez-López – guitarras, coros, teclados, sintetizadores, dirección (2001–2012, 2019–presente) - Eva Gardner – bajo, contrabajo (2001–2002, 2019–presente) - Linda-Philomène "Philo" Tsoungui – batería, percusión (2022–presente) - Marcel Rodríguez-López – percusión (2003–2010, 2019–presente); teclados, sintetizadores (2005–2012, 2019–presente) - Leo Genovese – piano, teclados, sintetizadores, saxofón (2022–presente) | Ex contribuidores - John Frusciante – guitarras (2002–2009 en estudio; 2003–2006 en vivo ocasionalmente) - Ralph Jasso – bajo (2002) - Flea – bajo (2002 en estudio); trompeta (2004 en estudio) - Jason Lader – bajo (2003) - Juan Alderete de la Peña – bajo (2003–2012) - Josh Moreau – bajo, contrabajo (2022 en vivo; 2023 en vivo) - Jon Theodore – batería, percusión (2001–2006) - Blake Fleming – batería, percusión (2001; 2006) - Thomas Pridgen – batería, percusión (2006–2009) - Dave Elitch – batería, percusión (2009–2010) - Deantoni Parks – batería, percusión (2006; 2010–2012) - Willy Rodriguez Quiñones – batería, percusión (2019–2021, en estudio) - Adrián Terrazas-González – percusión, instrumentos de viento–madera (2004 en estudio; 2005–2008) - Daniel Diaz – percusión (2019–2023, en estudio) - Jeremy Ward – manipulación de sonido (2001–2003; fallecido en 2003) - Paul Hinojos – manipulación de sonido (2003 en vivo; 2005–2008); guitarras (2006–2008 en vivo) - Lars Stalfors – manipulación de sonido, teclados (2011) - Linda Good – teclados (2002) - Isaiah "Ikey" Owens – teclados (2001–2002; 2002–2010; fallecido en 2014) |

## Discografía
Álbumes de estudio
- De-Loused in the Comatorium (2003)
- Frances The Mute (2005)
- Amputechture (2006)
- The Bedlam in Goliath (2008)
- Octahedron (2009)
- Noctourniquet (2012)
- The Mars Volta (2022)
- Que Dios Te Maldiga Mi Corazón (2023)
- Lucro Sucio; Los Ojos del Vacío (2025)

### Sitios oficiales
- Sitio oficial
- The Mars Volta en MySpace

### Otros sitios
- The Mars Volta en Internet Movie Database (en inglés).
- De-Loused in the Comatorium Storybook

### Entrevistas
- Entrevista para Harp Magazine (en inglés)
- Entrevista para Complex Magazine Archivado el 27 de septiembre de 2007 en Wayback Machine. (en inglés)
- Artículo para JamBase.com (en inglés)

### Foros
- The Comatorium .

- Datos: Q484993
- Multimedia: The Mars Volta / Q484993